# Freddie Glenn
Freddie Glenn, född 6 januari 1957, är en amerikansk våldtäktsman och mördare, en så kallad (Spree Killer). 1976 dömdes han, tillsammans med Michael Corbett, för tre mord till döden. Straffet omvandlades senare till livstids fängelse. 
Glenn begick sina mord i samband med rån och narkotikahandel. Ett av hans offer var Karen Grammer, skådespelaren Kelsey Grammers syster. Glenn och två medbrottslingar kidnappade henne efter ett rån och våldtog henne i fyra timmar, varefter hon knivhöggs upprepade gånger och lämnades att dö. När Glenn 2009 blev aktuell för villkorlig frigivning, skrev Frasier-stjärnan Grammer ett brev till Colorados frigivningsnämnd. I brevet, som lästes upp vid nämndens sammanträde, kallade han mördaren för en "slaktare och ett monster", och att han aldrig kunde acceptera tanken att denne skulle kunna betala för sina brott "med något mindre än sitt liv". Glenns ansökan avslogs, och hans nästa möjlighet till frigivning är 2014.